# Helianthus debilis
Helianthus debilis — вид квіткових рослин з родини айстрових (Asteraceae).

## Біоморфологічна характеристика
Це багаторічник чи однорічник 30–200 см (стрижневі корені). Стебла від прямовисних до лежачих, голі, ворсисті чи запушені. Листки переважно стеблові; переважно чергуються; листкові ніжки 1–7 см; листкові пластинки дельтасто-яйцеподібні, ланцето-яйцеподібні чи яйцеподібні, 2.5–14 × 1.8–13 см, абаксіально (низ) від голих до щетинистих, залозисто-крапкові, краї від майже суцільних до зазубрених. Квіткових голів 1–3. Променеві квітки 11–20; пластинки 12–23 мм. Дискові квітки 30+; віночки 4.5–5 мм, частки зазвичай червонуваті, іноді жовті; пиляки темні. Ципсели 2.5–3.2 мм, голі чи слабо-волосисті.

## Умови зростання
Схід США (Техас, Міссісіпі, Луїзіана, Флорида, Алабама, Джорджія); інтродукований до Австралії, Куби, дечких країн Європи, Азії, пд.-сх. Африки. Цей вид росте в кількох типах прибережних місць існування, іноді безпосередньо на пляжі. Він переносить помірно солоне середовище, але не переносить надмірну кількість соляних бризок або затоплення.

## Значущість
Рід Helianthus приваблює велику кількість місцевих бджіл. Цей вид є вторинними генетичними родичами культивованого соняшнику H. annuus.